# Сильвестр Грехем
Сильвестр Грехем (Sylvester Graham; 5 липня 1794 — 11 вересня 1851) — американський пресвітеріанський міністр і дієтолог-реформатор. Був переконаним вегетаріанцем і прихильником руху за тверезість, пропагував вживання цільнозернового хліба. Винайшов борошно Грехема, хліб Грехема і крекер Грехема.
У США відомий як «батько вегетаріанства»

## Ранні роки
Народився в сім'ї з 17 дітьми у 70-річного батька та душевнохворої матері. У віці двох років Сильвестр втратив батька і жив у різних родичів. Один з його родичів керував таверною, і Грехем в ній працював. Під час цієї роботи Сильвестр зненавидів пияцтво і зарікся пити, чим сильно відрізнявся від однолітків. Він часто хворів і пропустив багато шкільних уроків.
В 20 років вступив до підготовчої школи Амхерстского коледжу (Amherst College), щоб в майбутньому стати міністром, як його батько і дід. Але він змушений був піти з неї через інспірований однокласниками скандал, що він неналежним чином зблизився з жінкою. Однак під час цього навчання проявився ораторський талант Грехема.
Вивчив богослов'я в приватному порядку і в 1828 році почав працювати в якості мандрівного проповідника Баундбрукської пресвітеріанської церкви (Bound Brook, штат Нью-Джерсі).

Перейшов на вегетаріанство під час європейської епідемії холери 1829—1851 років.